# Totally Games
Totally Games é uma empresa desenvolvedora de jogos de Video game, localizada em Condado de Marin, Califórnia. Os principais títulos da empresa incluem X-Wing, TIE Fighter, X Wing vs. TIE Fighter e X-Wing Alliance (baseado no universo Star Wars), séries de World War II Flight Simulator, os projetos mais recentes da empresa são Secret Weapons Over Normandy e Bridge Commander baseados no universo Star Trek.
A maioria dos títulos desenvolvidos pela empresa são exclusivos para a LucasArts.

## Jogos Publicados
- 1988 - Battlehawks 1942
- 1989 - Their Finest Hour: Battle of Britain
- 1991 - Secret Weapons of the Luftwaffe
- 1993 - Star Wars: X-Wing
- 1994 - Star Wars: TIE Fighter
- 1997 - Star Wars: X-Wing vs. TIE Fighter
- 1998 - Star Wars: X-Wing Collector's Series
- 1999 - Star Wars: X-Wing Alliance
- 2000 - Star Wars: X-Wing Trilogy
- 2002 - Star Trek: Bridge Commander
- 2003 - Secret Weapons Over Normandy
- 2007 - Alien Syndrome